# 1316 Kasan
1316 Kasan este o planetă minoră (asteroid), cu un diametru de , din Mars-crossing asteroid[*]. A fost descoperită pe 17 noiembrie 1933 la Simeiizka observatoria⁠(d) de Grigori N. Neuimin și a fost numită după Kazan. 
Obiectul prezintă o orbită caracterizată de o semiaxă mare de 2,4146143 UAi, o excentricitate de 0,31698721415933, o înclinație de 23,94282 ° în raport cu ecliptica.